# Вилик
Вилик (лат. villicus) или Эпитроп (греч. ἐπίτροπος) — раб или вольноотпущенник, являвшийся управляющим villa rustica и всего сельского хозяйства виллы, за исключением скота. Также может означать человека, которому было доверено управлением каким-либо делом.

## Обязанности
Вилик обязан был беспрекословно подчиняться своему господину, управлять прочими рабами, никогда не покидать виллы (кроме похода на рынок), не иметь сношений со всякого рода предсказателями.
Обязанность вилика и его жены (вилики) (лат. vilica) подробно описаны Колумеллой (I.8, XI.1, и XII.1) и Катоном Старшим в трактате «О земледелии» (CXIII-CXIV, в основном о вилики).